# Студентско движение Слънчоглед
Студентското движение „Слънчоглед“ е протестно движение, ръководено от коалиция от студенти и граждански групи в Тайван.
Възниква през пролетта на 2014 г. като част от протестните движения в страната в този период. Активистите протестират срещу приемането на споразумението за трансгранични търговски услуги (CSSTA) от управляващата партия Гоминданг.
Протестиращите от „Слънчоглед“ смятат, че търговският пакт с Китай ще навреди на икономиката на Тайван и ще го остави уязвим на политическия натиск от Пекин, докато защитниците на договора твърдят, че увеличените китайски инвестиции ще осигурят необходимия тласък на икономиката на Тайван.
Протестиращите избират името „Слънчоглед“ – слънчогледът като символ на надежда. Слънчогледът също напомня за Движението на дивите лилии от 1990 г., което е важно в процеса на демократизация на Тайван.
За първи път Тайванският парламент е окупиран, през пролетта на 2014 г. именно от участниците в Движението „Слънчоглед“.
Движението намира поддръжката на демократичните общности по цял свят. Подкрепата по време на протестите 2014 г. се проявява с различни акции на активисти по целия свят.
По-късно голяма част от участниците в Движението сформират Демократичната прогресивна партия. Друга част създават Партия на новата сила.
Част от движението е и Одри Танг, дингитален министър от 2016 г. на Тайван.